# Too Old, Too Cold
Too Old, Too Cold – minialbum promujący płytę The Cult Is Alive norweskiego zespołu Darkthrone. Wydany 23 stycznia 2006 roku przez wytwórnię płytową Peaceville Records.

## Lista utworów
| Nr | Tytuł utworu                                       | Długość |
| -- | -------------------------------------------------- | ------- |
| 1. | „Too Old, Too Cold”                                | 3:03    |
| 2. | „High on Cold War”                                 | 3:28    |
| 3. | „Love in a Void” (cover Siouxsie and the Banshees) | 2:35    |
| 4. | „Graveyard Slut”                                   | 3:58    |
|    |                                                    | 13:04   |

## Twórcy
- Ted "Nocturno Culto" Skjellum - śpiew, gitara, gitara basowa
- Gylve "Fenriz" Nagell - perkusja
- Grutle Kjellson - śpiew w utworze "High on Cold War"